# ظاهرة سيما توربينو

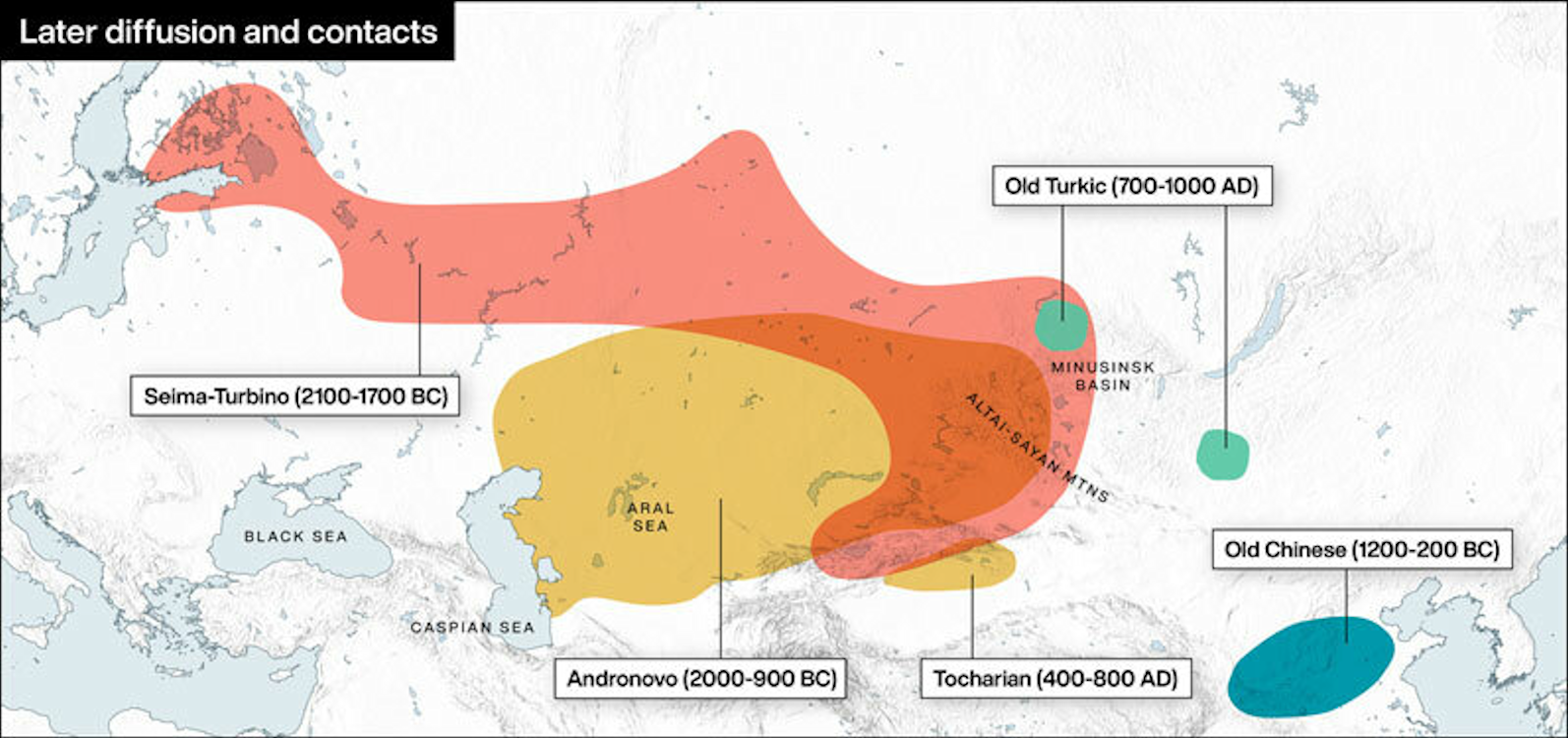
الانتشار والتواصل الحضاري في آسيا الوسطى.

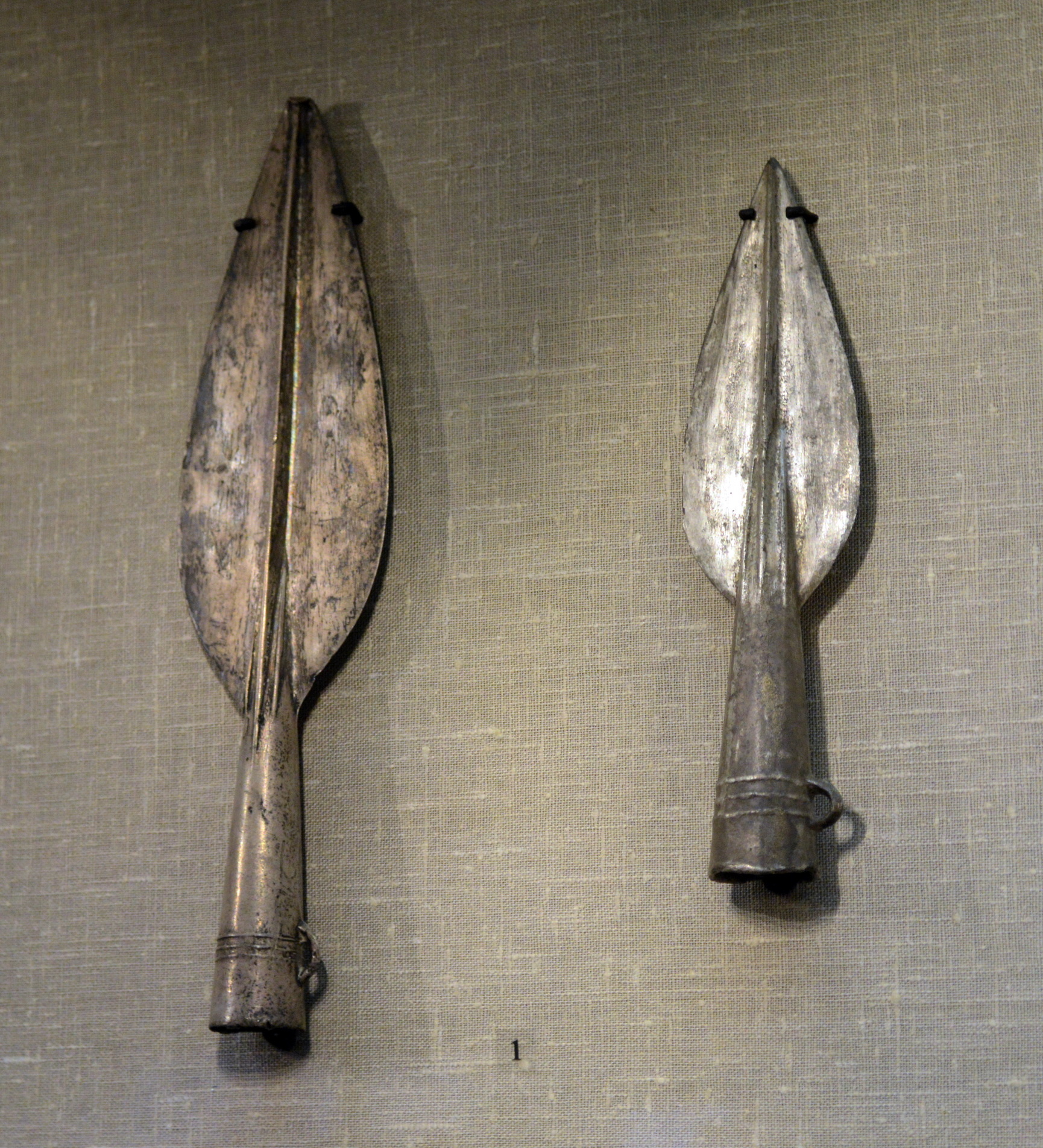
رؤوس حربة من مقبرة توربينو

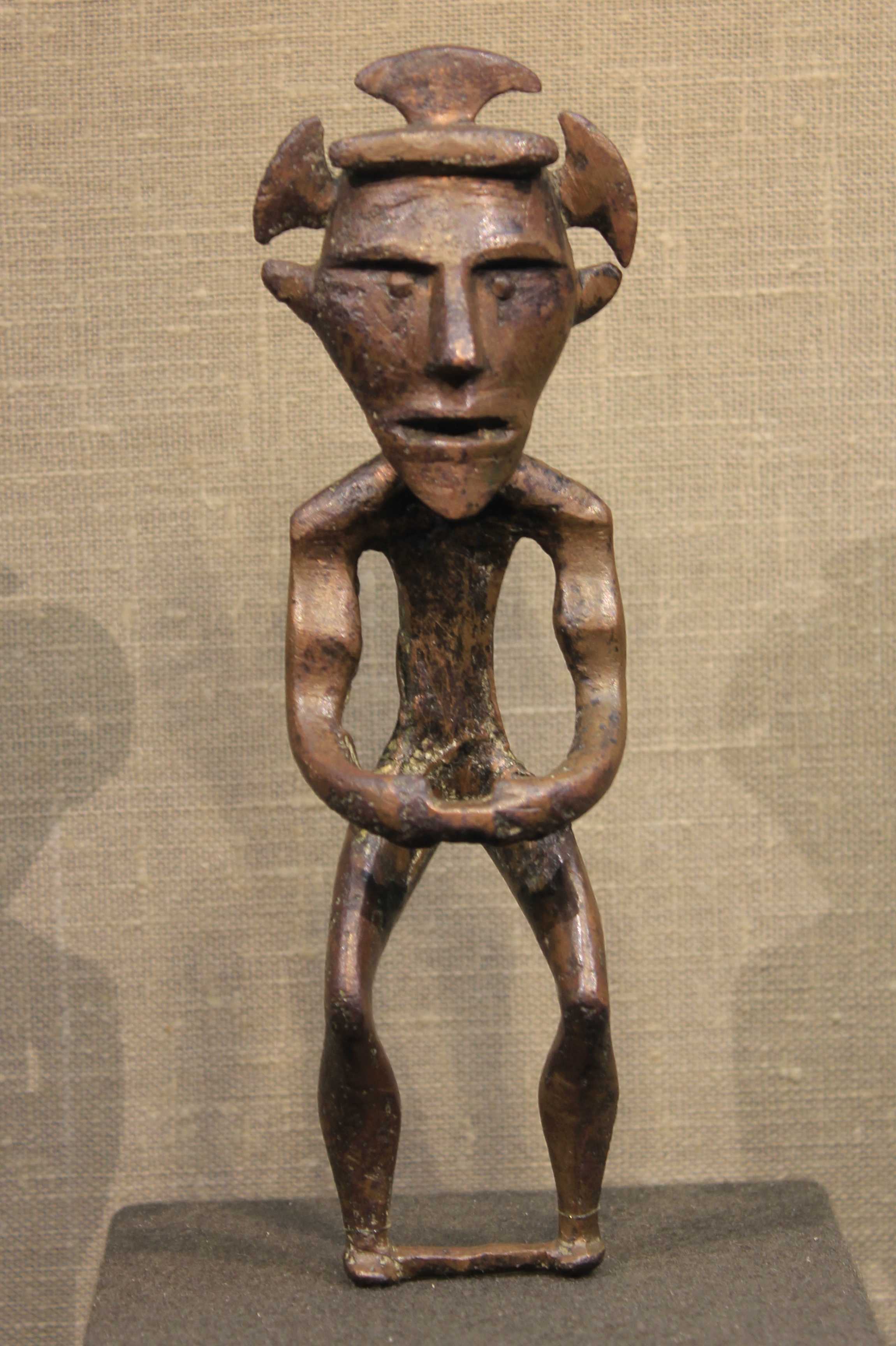
تمثال برونزي

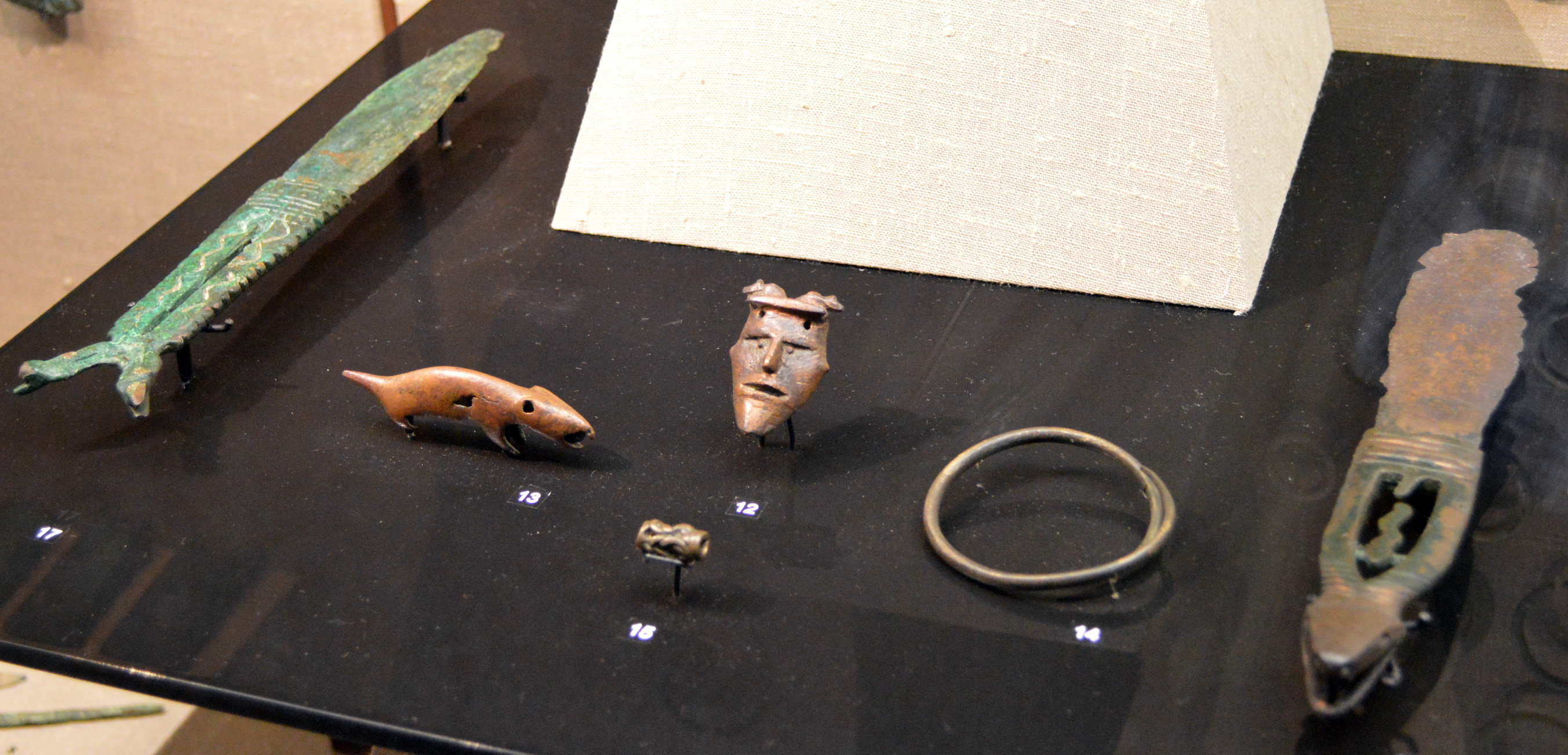
المشغولات اليدوية المختلفة

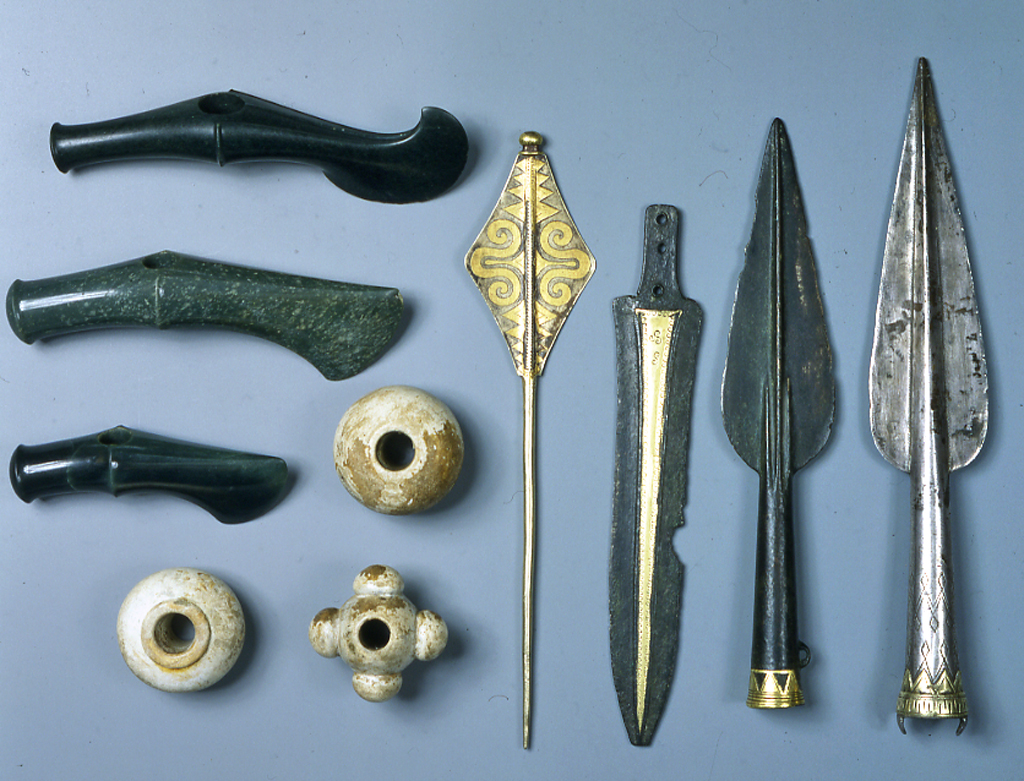
كنوز بورودينو

ظاهرة سيما توربينو هي نمط من مواقع الدفن ذات المشغولات البرونزية المماثلة التي يعود تاريخها إلى ق. 2300 – 1700 قبل الميلاد 
 وجدت عبر شمال أوراسيا، ولا سيما سيبيريا وآسيا الوسطى،  ربما من فينوسكانديا إلى منغوليا، وشمال شرق الصين، والشرق الأقصى الروسي، وكوريا، واليابان. يعتبر الوطن هو جبال التاي. وقد اقترحت هذه النتائج نقطة مشتركة للأصل الحضاري، وحيازة تكنولوجيا تشغيل المعادن المتقدمة، والهجرة السريعة غير المبررة. كان المدفونين من الرحل المحاربين وعمال المعادن، يسافرون على ظهور الخيل أو على عربات ذات عجلتين.
الاسم مشتق من مقبرة سيما بالقرب من التقاء نهر أوكا ونهر فولغا، ونُقب عنها لأول مرة حوالي عام 1914، ومقبرة توربينو في بيرم، ونُقب عنها لأول مرة في عام 1924.

## الأصل
تحتوي أسلحة سيما توربينو (ST) على خام البرونز القصديري الذي نشأ في منطقة جبال ألتاي، مع اكتشافات أخرى تشير بشكل أكثر تحديدًا إلى الأجزاء الجنوبية الشرقية من ألتاي وسنجان. حُددت هذه المواقع مع أصل حضارة سيما توربينو الغامضة.

## القطع الأثرية والأسلحة
عُثر على البرونزيات المتقدمة تقنيًا في ذلك الوقت، بما في ذلك السبك بالشمع الضائع، وأظهرت درجة عالية من مساهمة الفنان في تصميمها. كانت الخيول هي الأشكال الأكثر شيوعًا لمقابض النصل. انتقلت أسلحة مثل رؤوس الحربة ذات الخطافات والسكاكين أحادية النصل والفؤوس ذات التجويفات ذات التصاميم الهندسية غربًا وشرقًا من شينجيانغ. 

## الانتشار
انتشرت الحضارة من جبال ألتاي إلى الغرب والشرق.
لوحظ أن هذه الحضارات عبارة عن مجتمعات بدوية في الغابات والسهوب تعمل في مجال المعادن، وأحيانًا دون أن يكون لها طرق زراعية متطورة. يبدو أن تطوير هذه القدرة على تشغيل المعادن قد حدث بسرعة كبيرة. 
اكتشف برونز سيما توربينو في أقصى الغرب مثل بحر البلطيق وكنز بورودينو في مولدافيا.

## النظريات

### الانتقال إلى جنوب شرق آسيا
لقد خُمّن أن التغيرات في المناخ في هذه المنطقة حوالي عام 2000 قبل الميلاد والتغيرات البيئية والاقتصادية والسياسية التي تلت ذلك أدت إلى هجرة سريعة ومكثفة غربًا إلى شمال شرق أوروبا، وشرقًا إلى كوريا، وجنوبًا إلى جنوب شرق آسيا عبر حدود بكول حوالي 4,000 ميل (6,400 كـم). من المفترض أن هذه الهجرة حدثت في خمسة إلى ستة أجيال فقط ومكنت الأشخاص من فنلندا في الغرب إلى تايلاند في الشرق من استخدام نفس تكنولوجيا تشغيل المعادن وفي بعض المناطق، تربية الخيول وركوبها.
ومع ذلك، فإن المزيد من الحفريات والبحوث في بان شيانغ وبان نون وات ‏ تجادل في فكرة أن سيما توربينو جلبت أعمال معدنية إلى جنوب شرق آسيا تستند إلى التأريخ بالكربون المشع غير الدقيق وغير الموثوق به في موقع بان شيانغ. من المتفق عليه الآن من قبل كل متخصص تقريبًا في عصور ما قبل التاريخ في جنوب شرق آسيا أن العصر البرونزي لجنوب شرق آسيا حدث متأخرًا جدًا بحيث لا يمكن ربطه بـسيما توربينو، وأن البرونز المسبوك مختلف تمامًا.

### أوراليك أورهايمات

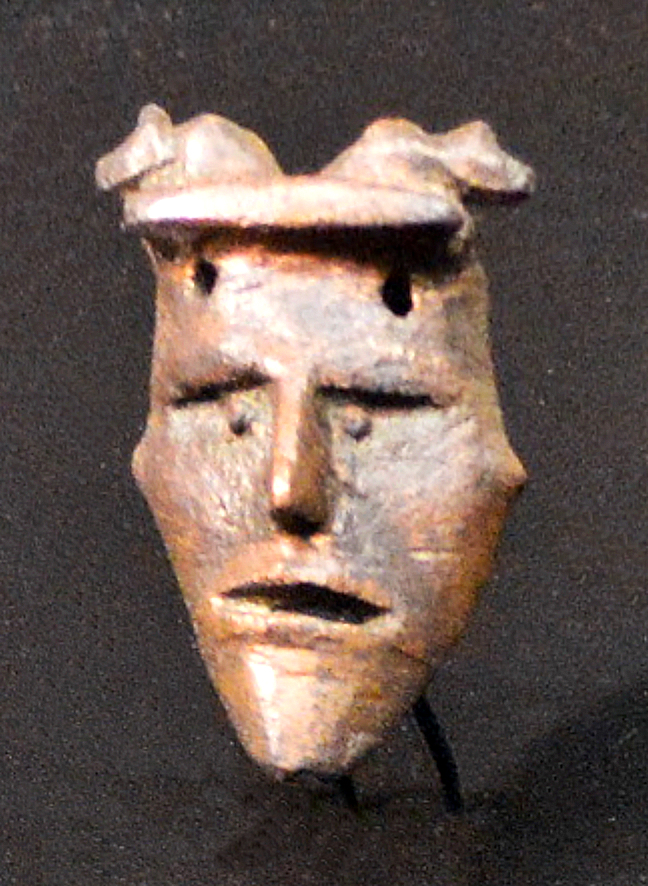
تشكيل رأس من حضارة سيما توربينو

توقع المؤلفون أنفسهم أن نفس الهجرات نشرت اللغات الأورالية عبر أوروبا وآسيا.
وجود مجموعات أورالية سامودية وأوب أوغرية ‏ مثل نينيتس ومنسي وخانتي، يرسخ اللغات الأورالية في آسيا.
وتجدر الإشارة إلى التشابه بين نطاق هابلوغروب N3a3'6، خاصة في الجزء الغربي من أوراسيا وتوزيع ظاهرة سيما-توربينو العابرة للحضارات خلال الفترة من 4.2 إلى 3.7. كيا.  كان من الممكن أن تهاجر ناقلات N3a1-B211، الفرع الأول لـ N3a، إلى الأطراف الشرقية لأوروبا بواسطة نفس مجموعات سيما توربينو. لكن الهجرات المبكرة لا يمكن استبعادها أيضًا ؛ كشفت دراسة الحمض النووي القديم عن تدفق المهاجرين منذ 7500 عام من سيبيريا إلى شمال شرق أوروبا.
فئة فرعية ‏ أخرى من Y هابلوغروب N، N1a2b-P43، تصل إلى بعض أعلى تردداتها بين شعوب نينيتس والنعاناسان والخانتي والمانسي في غرب سيبيريا الناطقة بالأورالية. غالبًا ما يُلاحظ هابلوغروب N1a2b-P43 بين أعضاء العديد من الأقليات العرقية الناطقة باللغة الأورالية أو أتراكية في روسيا الأوروبية، ولكنها نادرة جدًا بين الشعوب الفنلندية والبلطيقية في شمال أوروبا. يقدر بنحو 4700 سنة، انتشر N1b شمالًا وغربًا من موقعه الأصلي في جنوب سيبيريا، تمامًا كما فعلت هجرة سيما توربينو.

## الهوامش
1. ↑  وسط منغوليا وجنوب سيبيريا
2. ↑  فيتنام وتايلاند
3. ↑  كلاهما في تايلاند.